# Sapucaia do Sul
Sapucaia do Sul je město v brazilském státě Rio Grande do Sul. Nachází se 20 kilometru severně od Porto Alegre. Dříve bylo součástí São Leopolda.

## Osobnosti
- Douglas Costa (* 1990) – brazilský fotbalista